# Guy Bolton
Pour les articles homonymes, voir Bolton.
Guy Reginald Bolton (23 novembre 1884 à Broxbourne – 4 septembre 1979 à Londres) est un dramaturge anglo-américain, auteur de comédies musicales. Il a notamment écrit sour le nom de Stephen Powys : pseudonyme de sa quatrième épouse Virginia de Lanty (1906-1979), scénariste.

## Œuvres
- 1938 : Three blind mice, pièce qui sera portée à l'écran en 1938 par William A. Seiter sous le même titre (Trois Souris aveugles) ; en 1941 par Walter Lang sous le titre Moon Over Miami (Soirs de Miami) ; en 1946 par H. Bruce Humberstone sous le titre Three Little Girls in Blue (Trois Jeunes Filles en bleu).
- 1954 : Adorable Julia de Marc-Gilbert Sauvajon et Guy Bolton d'après Somerset Maugham, mise en scène Jean Wall, Théâtre du Gymnase
- 1957 : Ne quittez pas... de Marc-Gilbert Sauvajon et Guy Bolton, mise en scène Marc-Gilbert Sauvajon, Théâtre des Nouveautés